# Aeroportul Kili
Aeroportul Kili (IATA: KIO, FAA LID: Q51) este un aeroport din Insulele Marshall ce deservește zona Kili Island⁠(d).
Situat la o altitudine de 2 m, aeroportul dispune de o singură pistă.